# Andrei Mozharovsky
Andrei Sergeyevich Mozharovsky (tiếng Nga: Андрей Сергеевич Можаровский; sinh ngày 25 tháng 7 năm 1994) là một cầu thủ bóng đá người Nga thi đấu cho FC Luki-Energiya Velikiye Luki. Anh cũng mang quốc tịch Ukraina với tên Andriy Serhiyovych Mozharovsky (tiếng Ukraina: Андрій Сергійович Можаровський).

## Sự nghiệp câu lạc bộ
Anh có màn ra mắt tại Giải bóng đá chuyên nghiệp quốc gia Nga cho FC Luki-Energiya Velikiye Luki vào ngày 1 tháng 9 năm 2017 trong trận đấu với FC Kolomna.